# Takaharu
Takaharu (jap. 高原町 Takaharu-chō) – miasto w Japonii, na wyspie Kiusiu, w prefekturze Miyazaki. Według danych na rok 2020 miejscowość zamieszkiwało 8 639 mieszkańców , a gęstość zaludnienia wyniosła 101,2 os./km².